# Kroktjärnen (Tärna socken, Lappland, 728614-145941)
Kroktjärnen är en sjö i Storumans kommun i Lappland och ingår i Umeälvens huvudavrinningsområde.